# توماس س. ثورنتون
توماس س. ثورنتون (بالإنجليزية: Thomas C. Thornton)‏ هو كاتب أمريكي، ولد في 12 أكتوبر 1794، وتوفي في 22 مارس 1860.